# Wiktor (Swiatin)
Wiktor, imię świeckie Leonid Wiktorowicz Swiatin (ur. 21 lipca?/2 sierpnia 1893 w stanicy Karaganinska, zm. 18 września 1966 w Krasnodarze) – metropolita Rosyjskiego Kościoła Prawosławnego. 

## Życiorys
Był synem prawosławnego diakona. W 1915 ukończył seminarium duchownego w Orenburgu i rozpoczął wyższe studia teologiczne w Kazańskiej Akademii Duchownej. Przerwał je jednak, by udać się do akademii wojskowej w Tyflisie. Następnie służył jako oficer w armii rosyjskiej. W czasie rosyjskiej wojny domowej w 1918 lub 1919 udał się na emigrację do Chin. 30 czerwca 1921 wstąpił do monasteru Zaśnięcia Matki Bożej prowadzonego w Pekinie przez rosyjską misję prawosławną. Trzy dni później został hierodiakonem, zaś 7 lipca – hieromnichem. 
10 sierpnia roku następnego skierowany do Tiencinu jako proboszcz tamtejszej cerkwi. Siedem lat później, w uznaniu jego działalności duszpasterskiej, biskup Innocenty (Figurowski) nadał mu godność archimandryty. 6 listopada 1932 został biskupem szanghajskim, zaś po śmierci biskupa Szymona (Winogradowa) objął po nim katedrę pekińską z tytułem biskupa chińskiego i pekińskiego oraz naczelnika rosyjskiej misji prawosławnej. 
W latach 1936–1938 prowadził działalność misyjną w Indiach i na Cejlonie. We wrześniu 1938 podniesiony do godności arcybiskupiej. 17 sierpnia 1950 mianowany zwierzchnikiem Egzarchatu Wschodniego Patriarchatu Moskiewskiego, stanął na czele wszystkich struktur prawosławnych w Chinach. Zgodnie z wytycznymi patriarchy Aleksego I działał na rzecz sinoizacji Kościoła chińskiego, poprzez wyświęcanie kapłanów narodowości chińskiej i kontynuowanie pracy nad przekładami ksiąg liturgicznych. 
W 1956, pod naciskiem władz Chińskiej Republiki Ludowej, opuścił ten kraj po ukonstytuowaniu się Chińskiego Kościoła Prawosławnego i zakończeniu działalności przez misję rosyjską. Tym samym zrezygnował z tytułu arcybiskupa pekińskiego. 31 maja tego samego roku, po przyjeździe do Krasnodaru, otrzymał godność arcybiskupa krasnodarskiego i kubańskiego. Pięć lat później podniesiony do godności metropolity. W 1963 otrzymał order św. Włodzimierza I stopnia. Zmarł w Krasnodarze po krótkiej chorobie. 